# Lucien-Eugène-Paul-Gabriel Jame
Lucien-Eugène-Paul-Gabriel Jame, francoski general, * 1891, † 1969.